# Wapen van Haelen

Wapen van Haelen

Het wapen van Haelen bestaat uit drie rode hoorns van het geslacht Horne op een gouden veld van de voormalige gemeente Haelen. De beschrijving luidt:
"In goud drie hoorns van keel. Het schild gedekt met een gouden kroon van vijf bladeren."

## Geschiedenis
Van Haelen zijn schepenbankzegels bekend met daarop een kerkgebouw waarop een schild met drie hoorns staan. De hoorns stammen van het familiewapen van Horne. Het wapen kwam voor op het ruiterzegel van de heer van Horne, hangend aan een charter gedateerd op 6 januari 1282. Leden van dit geslacht bezaten grote gebieden in het huidige Noord-Brabant, Nederlands- en Belgisch-Limburg en Noord-Frankrijk. Haelen was onderdeel van het Graafschap Horn. Toen de familie de Keverberg de heerlijkheid in bezit kreeg werd het zegel gewijzigd, een doorsneden veld met rechts de kerk, links de leeuw omgewende zilveren, getongd en gekroond van goud op een rood veld, van De Keverberg. Bij de wapenaanvraag in 1866 werd het oude schepenbankzegel aangevraagd. Het werd op 11 januari 1867 verleend. De beschrijving luidt:
"In zilver een kerkgebouw met 5 torens, alles van keel, op een terras van sinopel, dragende de middeltoren en surtout een klein schild van zilver, beladen met 3 hoorns van keel, geplaatst 2 en 1."
In 1950 werden Buggenum en Nunhem samengevoegd met Haelen, het nieuwe wapen was samengesteld middels een gedeeld schild van de geslachten de Keverberg/Horne. Daarbij werd de leeuw foutief met een enkele staart, zonder gouden nagels afgebeeld. Het wapen werd op 3 juli 1950 verleend. De beschrijving luidt als volgt:
"Doorsneden : I in goud 3 posthoorns van keel, beslagen van zilver, geplaatst 2 en 1, II in keel een omgewende leeuw van zilver, getongd van goud en gekroond met een kroon van hetzelfde van 5 bladeren. Het schild gedekt met een gouden kroon van 3 bladeren en 2 paarlen."
In 1991 wijzigde het wapen na de fusie met Horn waarbij de leeuw van de Keverberg kwam te vervallen. Het wapen werd op 25 november 1991 verleend. In 2007 werden deze gemeenten samengevoegd in de gemeente Leudal. De hoorns werden overgenomen in het wapen van Leudal. Met de vorming van de gemeente Leudal is grotendeels het oude territorium van het graafschap weer samen onder één bestuur gekomen. Het wapen van de Hornes heeft een plaats op het wapen van Limburg gekregen. Het schild is gedekt met een markiezenkroon.

## Voorgangers

Uitvoering van 1867
Uitvoering van 1867 volgens Hoge Raad van Adel
Uitvoering van 1950